# 王太后
王太后，是王、親王、國王之母的封號。最早在中國戰國時期就有王太后出現，是世界上最早的太后。

## 東亞

### 中國
中國最早在戰國時期，就已經有王太后存在，如趙國的趙威、秦國的宣太后、夏太后等等，都是王的母親，因而得稱王太后。
漢朝延續了戰國時期王母稱王太后的制度，後宮妃嬪若生子、且其子有封國，可在皇帝崩後出宮前往其子的封國，成為該國的王太后，又稱王國太后，如代太后薄姬、中山太后馮媛等等。汉武帝时，齐王刘闳之母王夫人深受宠爱。王夫人死后，武帝赐她为“齐王太后”。
晉朝開始，王母降稱王太妃，或稱王國太妃，如唐朝趙國太妃楊氏，而王太后一號在中國自漢朝以後，僅於部分君主只稱王的政權所使用，如五胡十六國的前涼，張重華登基以後，生母馬氏、嫡母嚴氏並尊為王太后，同時為有所區別，生母馬氏稱王太后、嫡母嚴氏稱太王太后。
但晉朝後仍有一例外，劉裕篡位前被封宋王，其繼母蕭文壽即被封為宋太后。為晉朝以後王國太后之一特例。

### 日本
日本在推古天皇以前，使用「大王」、「大君」、「皇尊」等作為君主稱號，因此在推古天皇以前的諸天皇，嚴格而言是國王，而非皇帝。雖然日本書紀記載，開國天皇神武天皇皇后媛蹈鞴五十鈴媛命，在綏靖天皇登基後被尊為皇太后，是日本正史中最早的太后，但實際上而言，一直到推古天皇以前的太后，都是王太后，而非皇太后。

### 朝鮮半岛
高麗時期，君主稱國王，其母稱王太后，如穆宗母千秋王太后。自第25任君王忠烈王開始，由於高麗王朝成為元朝附屬國，使王母降稱王太妃。李氏朝鮮在1894年從中國獨立時，重新將王太妃（王大妃）改稱王太后，而明憲太后洪氏是唯一使用過這稱銜的女性，1897年大韓帝國成立，洪氏就改稱皇太后。

#### 朝鲜半岛王太后一览
新罗
| 国王   | 谥号     | 姓氏 | 尊号              | 丈夫       | 年代         | 备注 |
| ------ | -------- | ---- | ----------------- | ---------- | ------------ | ---- |
| 真興王 | 只召太后 | 金氏 | 息道夫人          | 立宗葛文王 | 540年—?      |      |
| 真智王 | 思道王后 | 朴氏 | -                 | 真興王     | 576年—579年  |      |
| 真平王 | 萬呼夫人 | 金氏 | 萬寧夫人 萬內夫人 | 銅輪太子   | 579年—?      |      |
| 武烈王 | 文貞太后 | 金氏 | 天明公主          | 文興大王   | 追封         |      |
| 文武王 | 文明王后 | 金氏 | -                 | 武烈王     | 661年—?      |      |
| 神文王 | 慈儀王后 | 金氏 | 慈訥王后          | 文武王     | 681年        |      |
| 孝昭王 | 神穆王后 | 金氏 | -                 | 神文王     | 692年—700年? |      |
| 惠恭王 | 景垂王后 | 金氏 | 滿月夫人          | 景德王     | 765年—?      |      |
| 元聖王 | 昭文太后 | 朴氏 | 繼烏夫人          | 明德大王   | 追封         |      |
| 昭聖王 | 聖穆太后 | 金氏 | -                 | 惠忠大王   | 追封         |      |
| 僖康王 | 順成太后 | 朴氏 | 包道夫人          | 翌成大王   | 追封         |      |
| 閔哀王 | 宣懿太后 | 朴氏 | 貴寶夫人          | 宣康大王   | 追封         |      |
| 神武王 | 憲穆太后 | 朴氏 | 真矯夫人          | 成德大王   | 追封         |      |
| 文聖王 | 定宗太后 | -    | 貞繼夫人          | 神武王     | 追封         |      |
| 孝恭王 | 文資王后 | 金氏 | 義明王太后        | 憲康王     | 追封         |      |
| 神德王 | 貞和太后 | 朴氏 | -                 | 宣聖大王   | 追封         |      |
| 敬順王 | 桂娥太后 | 金氏 | -                 | 神興大王   | 追封         |      |

高丽國
| 国王              | 关系   | 谥号         | 本贯       | 丈夫       | 年代                                        | 陵墓 | 备注 |
| ----------------- | ------ | ------------ | ---------- | ---------- | ------------------------------------------- | ---- | ---- |
| 高麗定宗          | 母     | 神明太后     | 忠州劉氏   | 高麗太祖   | 945年—?                                     | -    |      |
| 高麗成宗          | 祖母   | 神靜太后     | 黃州皇甫氏 | 高麗太祖   | 981年—983年                                 | 壽陵 |      |
| 高麗成宗          | 母     | 宣義王后     | 貞州柳氏   | 高麗戴宗   | 追封                                        | 泰陵 |      |
| 高麗穆宗          | 母     | 獻哀王后     | 黃州皇甫氏 | 高麗景宗   | 997年—1009年                                | 幽陵 |      |
| 高麗顯宗          | 祖母   | 神成王后     | 慶州金氏   | 高麗太祖   | 追封                                        | 貞陵 |      |
| 高麗顯宗          | 母     | 孝肅王后     | 黃州皇甫氏 | 高麗安宗   | 追封                                        | 元陵 |      |
| 高麗德宗          | 母     | 元成王后     | 安山金氏   | 高麗顯宗   | 追封                                        | 明陵 |      |
| 高麗文宗          | 母     | 元惠王后     | 安山金氏   | 高麗顯宗   | 追封                                        | 懷陵 |      |
| 高麗順宗 高麗宣宗 | 伯母   | 敬成王后     | 慶州金氏   | 高麗德宗   | 1083年—1086年?                              | 質陵 |      |
| 高麗順宗 高麗宣宗 | 母     | 仁睿王后     | 仁川李氏   | 高麗文宗   | 1083年—1092年?                              | 戴陵 |      |
| 高麗獻宗          | 母     | 思肅王后     | 仁川李氏   | 高麗宣宗   | 1084年—1085年                               | 仁陵 |      |
| 高麗睿宗          | 母     | 明懿王后     | 貞州柳氏   | 高麗肅宗   | 1105年—1112年                               | 崇陵 |      |
| 高麗仁宗          | 伯祖母 | 宣禧王后     | 慶州金氏   | 高麗順宗   | 追封                                        | 成陵 |      |
| 高麗仁宗          | 母     | 順德王后     | 慶州金氏   | 高麗睿宗   | 追封                                        | 綏陵 |      |
| 高麗毅宗          | 母     | 恭睿王后     | 長興任氏   | 高麗仁宗   | 1146年—1183年                               | 純陵 |      |
| 高麗明宗          | 母     | 恭睿王后     | 長興任氏   | 高麗仁宗   | 1146年—1183年                               | 純陵 |      |
| 高麗熙宗          | 母     | 宣靖王后     | 金氏       | 高麗神宗   | 1204年—1211年                               | 真陵 |      |
| 高麗康宗          | 母     | 義靜王后     | 金氏       | 高麗明宗   | 追封                                        | 智陵 |      |
| 高麗高宗          | 母     | 元德王后     | 柳氏       | 高麗康宗   | 1213年—1239年                               | 坤陵 |      |
| 高麗元宗          | 母     | 安惠王后     | 柳氏       | 高麗高宗   | 追封                                        | -    |      |
| 高麗忠烈王        | 母     | 順敬太后     | 慶州金氏   | 高麗元宗   | 追封                                        | 嘉陵 |      |
| 高麗忠宣王        | 母     | 齊國大長公主 | 孛兒只斤氏 | 高麗忠烈王 | 追封                                        | 高陵 |      |
| 高麗忠肅王        | 嫡母   | 薊國大長公主 | 孛兒只斤氏 | 高麗忠宣王 | 1313年—1315年（太上王妃）                   | -    |      |
| 高麗忠惠王        | 母     | 恭元王后     | 南陽洪氏   | 高麗忠肅王 | 1339年—1344年(王大妃) 1351年—1374年(王太后) | 令陵 |      |
| 高麗恭愍王        | 母     | 恭元王后     | 南陽洪氏   | 高麗忠肅王 | 1339年—1344年(王大妃) 1351年—1374年(王太后) | 令陵 |      |
| 高麗忠穆王        | 母     | 貞順淑儀公主 | 孛兒只斤氏 | 高麗忠惠王 | 1344年—1351年                               | 頃陵 |      |
| 高麗忠定王        | 嫡母   | 貞順淑儀公主 | 孛兒只斤氏 | 高麗忠惠王 | 1344年—1351年                               | 頃陵 |      |
| 高麗禑王          | 嫡母   | 魯國大長公主 | 孛兒只斤氏 | 高麗恭愍王 | 追封                                        | 正陵 |      |

朝鲜國
| 封號       | 生卒年         | 本貫     | 配偶     | 父親                                 | 母親               | 封爵（以下月、日皆為農曆）        |
| ---------- | -------------- | -------- | -------- | ------------------------------------ | ------------------ | --------------------------------- |
| 孝定成皇后 | 1831年－1903年 | 南陽洪氏 | 朝鮮憲宗 | 益豐府院君翼獻公洪在龍（1794－1864） | 延昌府夫人竹山安氏 | 明憲王太后（1894年12月17日 冊封） |

### 越南
阮朝嘉隆二年（1803年），尚未称帝的阮福映将母亲国母王太妃阮氏環尊为王太后。嘉隆五年（1806年），阮福映称帝，晋尊母親為皇太后。

## 其他地區
現時西方國家前任國王之王后稱為Queen dowager，翻譯為王太后。如王太后是現任君主之母，又被稱為太后（The Queen mother）。由于东亚鲜见太上女皇或太上女王，荷兰女王贝娅特丽克丝女王的母亲朱丽安娜女王退位后被中文媒体称为王太后，实际上她使用Princess头衔，直譯為公主殿下或者女親王殿下。
如果君主的父亲不曾是国王，那么君主的母亲就不是先王的遗孀，也就不能称王太后，可能随丈夫生前的封爵称某爵夫人。如：
英格兰的理查二世、爱德华四世的父亲不是国王，故他们各自的母亲肯特的琼安和塞西莉·内维尔分别仍随夫爵称威尔士亲王太妃和约克公爵夫人；同样都铎王朝的亨利七世的母亲玛格丽特·博福特虽被称呼和自称“国王的母亲”，但官方身份仍随亨利七世的生父及继父的封爵称里奇蒙和德比伯爵夫人；德意志公主维多利亚与英国肯特公爵爱德华王子结婚，获得公爵夫人的头衔，丈夫早逝未能继承英国王位，女儿维多利亚登基后，她的头衔亦未改变。
奥地利皇位继承人弗兰茨·卡尔的妻子——巴伐利亚的公主苏菲劝说丈夫放弃继承权，苏菲亦放弃成为奥地利皇后。两人的长子继承奥地利皇位后，是为弗朗茨·约瑟夫一世。依据弗兰茨·卡尔的奥地利大公头衔，苏菲被称为大公夫人。
因故未能继承西班牙王位的胡安·德·波旁在1993年去世后，由西班牙王室追尊为胡安三世（Juan III），但他仍在世的妻子、国王胡安·卡洛斯一世的母亲瑪利亞·瑪塞迪斯公主的头衔未有改变，仍随夫爵称巴塞罗那伯爵夫人。
泰国宋卡亲王玛希敦·阿杜德之妻詩納卡琳虽然生前其子国王拉玛八世、拉玛九世相继登基，也因丈夫不是国王而不称太后。
另外，英格兰国王亨利八世的妻子克莱沃的安娜虽然活到了丈夫死后，但并未曾被丈夫加冕为王后，且在丈夫生前婚姻已被作废，故不被视为王太后。